# INT 407
INT 407是一種被指屬於學術醜聞的細胞系，因為最初它被認為是一種人類結腸癌細胞系，但是通過分析後發現起源細胞已經被海拉細胞所污染，應為一種與人類乳突病毒相關的內子宮腺癌（papillomavirus-related endocervical adenocarcinoma）細胞系。遺傳學家Stanley Gartler發現這個事實後，在1968年在《自然》發表一篇名為《Apparent HeLa Cell Contamination of Human Heteroploid Cell Lines》的文章。Nelson-Rees及Lavappa分別在1976年及1978年，在《科學》及《IN VIVO》上發表文章確實此事。儘管已經確定INT 407細胞早已被海拉細胞所污染，替代了原始細胞，但是此後仍然有許多研究人員把INT 407細胞當作人類結腸癌細胞系，並且將其研究發表於各種期刊，或者以論文的方式發表。

## 外部連結
- Cellosaurus entry for INT 407（页面存档备份，存于）